# كانيشثا دانكار
كانيشتا دانكار (مواليد 21 سبتمبر 1988) ممثلة وعارضة أزياء هندية، توج ملكة جمال الهند 2011 ، حيث توج هاسلين كور في ملكة جمال الهند الأرض. ثم مثلت الهند في مسابقة ملكة جمال العالم 2011, حيث حلت ضمن أفضل 30 متنافسة.

## روابط خارجية
- كانيشثا دانكار على موقع IMDb (الإنجليزية)
- كانيشثا دانكار على موقع كينوبويسك (الروسية)
- kanishtha_dعلى تويتر.
- Miss India - Official website
- Miss India - Profile